# Margarites toroides
Margarites toroides is een slakkensoort uit de familie van de Margaritidae. De wetenschappelijke naam van de soort is voor het eerst geldig gepubliceerd in 2011 door Hoffman, van Heugten & Lavaleye.